# 舍瓦利讷
舍瓦利讷（法語：Chevaline，法語發音：[ʃəvalin]）是法国上萨瓦省的一个市镇，属于阿讷西区。

## 地理
舍瓦利讷（45°45'45"N, 6°13'11"E）面积14.16 平方千米，位于法国奥弗涅-罗讷-阿尔卑斯大区上萨瓦省，该省份为法国东部省份，历史上为薩伏依的一部分，北与瑞士接壤，西接安省，南至萨瓦省，东与瑞士和意大利接壤。
与舍瓦利讷接壤的市镇（或旧市镇、城区）包括：杜萨尔、雅尔西。

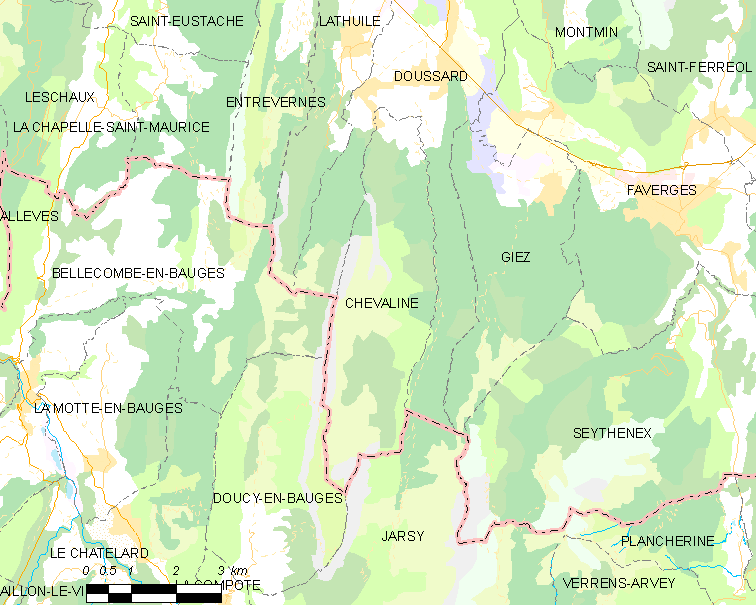
舍瓦利讷的OSM定位图

舍瓦利讷的时区为UTC+01:00、UTC+02:00（夏令时）。

## 行政
舍瓦利讷的邮政编码为74210，INSEE市镇编码为74072。

## 政治
舍瓦利讷所属的省级选区为法韦日-塞特内县。

## 人口

1962-2008年间舍瓦利讷人口变化图示

舍瓦利讷于2022年1月1日时的人口数量为182人。